# 悲しみSWING
「悲しみSWING」（かなしみスイング）は、1987年11月25日に発売された本田美奈子の13枚目のシングル。

## 収録曲
（全作詞：小林和子、作曲：西木栄二、編曲：大村憲司）
1. 悲しみSWING
2. 今夜はビートに乗れない [L.A. Remix Version]

## 収録アルバム
- 悲しみSWING 
  - Midnight Swing （1987年12月16日）
  - Look over my shoulder （1988年10月26日）
  - バラード・コレクション（1989年6月7日）
  - best now （1989年9月13日,1990年11月14日）
  - Big Artist Best Collection （1994年12月7日）
  - TWIN BEST （1998年5月13日）
  - 2000 millennium BEST （2000年5月24日）
  - GOLDEN☆BEST 本田美奈子 （2003年6月25日）
  - 本田美奈子BOX （2004年12月15日）
  - NEW BEST 1500 （2005年8月24日）
  - CD&DVD THE BEST （2005年12月7日）
  - ゴールデン☆アイドル 本田美奈子 (2014年7月30日)
  - エッセンシャル・ベスト 1200 本田美奈子 (2018年3月21日)

- 今夜はビートに乗れない [L.A. Remix Version]
  - 本田美奈子BOX （2004年12月15日）
  - ゴールデン☆アイドル 本田美奈子 (2014年7月30日)

## TV出演
- 歌のトップテン
- クイズ・ドレミファドン!
- ザ・ベストテン
- スーパージョッキー
- ミュージックスクエア
- ミュージックステーション
- ヤングスタジオ101
- 夜のヒットスタジオ

## カバー
- 2020年10月28日、藤井隆のプロデュースアルバム『SLENDERIE ideal』で、参加アーティストのフットボールアワー後藤輝基がカバー。